# Cratere Lascaux
Lascaux è un cratere sulla superficie di 243 Ida.